# لاليريا (أين)
لاليريا (بالفرنسية: Lalleyriat)‏ هي بلدية فرنسية تقع في إقليم الأين في فرنسا. رمز إنسي لها هو:1204. أما الرمز البريدي لها فهو: 1130.